# Diego Fernández de Córdoba y Pimentel
Diego Fernández de Córdoba y Pimentel (Cabra, 8 de julio de 1630 - Madrid, 7 de febrero de 1702), conde de Villaumbrosa, fue un consejero español que ocupó la presidencia del consejo de Órdenes.

## Biografía
Hijo de Antonio Fernández de Córdoba y Rojas, VII duque de Sessa, y de Teresa Pimentel y Ponce de León. Hermano de Francisco Fernández de Córdoba, VIII duque de Sessa. Estuvo casado en primeras nupcias con María de Bazán y Benavides, marquesa de Huétor de Santillán; y en segundas nupcias con María Petronila Niño de Porres, III condesa de Villaumbrosa.
Nombrado caballero de la orden de Alcántara en 1691, y trece de la orden de Santiago. Fue miembro del consejo de Cámara y de las juntas de Guerra e Indias. En 1695 accedió a la presidencia del consejo de Órdenes, cargo que ocupó hasta su muerte en 1702.